# West Indies Cricket Team in England in der Saison 1966
Die Tour der West Indies Cricket Teams nach England in der Saison 1966 fand vom 2. Juni bis zum 22. August 1966 statt. Die internationale Cricket-Tour war Bestandteil der Internationalen Cricket-Saison 1966 und umfasste fünf Tests. Die West Indies gewannen die Serie 3–1.

## Vorgeschichte
Für beide Mannschaften war es die erste Tour der Saison.
Das letzte Aufeinandertreffen der beiden Mannschaften bei einer Tour fand in der Saison 1963 in England statt.

## Stadien
Die folgenden Stadien wurden für die Tour als Austragungsort vorgesehen.
| Stadion                     | Stadt      | Kapazität | Spiele  |
| --------------------------- | ---------- | --------- | ------- |
| Headingley Stadium          | Leeds      | 17.000    | 4. Test |
| The Oval                    | London     | 23.500    | 5. Test |
| Lord’s Cricket Ground       | London     | 30.000    | 2. Test |
| Old Trafford Cricket Ground | Manchester | 19.000    | 1. Test |
| Trent Bridge                | Nottingham | 15.350    | 3. Test |

## Kaderlisten
Die Mannschaften benannten die folgenden Kader.
| Test | Test |
| England | West Indies |
| --- | --- |
| - Colin Cowdrey (K) - Brian Close (VK) - Mike Smith (VK) - David Allen - Dennis Amiss - Bob Barber - Ken Barrington - Geoff Boycott - David Brown - Basil D’Oliveira - John Edrich - Tom Graveney - Ken Higgs - Ray Illingworth - Jeff Jones - Barry Knight - Colin Milburn - John Murray (wk) - Jim Parks (wk) - Eric Russell - John Snow - Fred Titmus - Derek Underwood | - Garry Sobers (K) - David Allan (wk) - Basil Butcher - Joey Carew - Lance Gibbs - Charlie Griffith - Wes Hall - Jackie Hendriks (wk) - David Holford - Conrad Hunte - Rohan Kanhai - Peter Lashley - Easton McMorris - Seymour Nurse |

## Tests

### Erster Test in Manchester
| 2. – 4. Juni Scorecard | Manchester | West Indies 484 (153.1)                           | – | England 167 (74.1) & 277 (108) (f/o) |
|                        |            | West Indies gewinnt mit einem Innings und 40 Runs |   |                                      |

Die West Indies gewannen den Münzwurf und entschieden sich als Schlagmannschaft zu beginnen.

### Zweiter Test in London
| 16. – 21. Juni Scorecard | London (Lord’s) | West Indies 269 (94) & 369-5d (133) | – | England 355 (143.3) & 197-4 (55) |
|                          |                 | Remis                               |   |                                  |

Die West Indies gewannen den Münzwurf und entschieden sich als Schlagmannschaft zu beginnen.

### Dritter Test in Nottingham
| 30. Juni – 5. Juli Scorecard | Nottingham | West Indies 235 (90.4) & 482-5d (178) | – | England 325 (134.3) & 253 (108.3) |
|                              |            | West Indies gewinnt mit 139 Runs      |   |                                   |

Die West Indies gewannen den Münzwurf und entschieden sich als Schlagmannschaft zu beginnen.

### Vierter Test in Leeds
| 4. – 8. August Scorecard | Leeds | West Indies 500-9d (164)                          | – | England 240 (78.3) & 205 (71.1) (f/o) |
|                          |       | West Indies gewinnt mit einem Innings und 55 Runs |   |                                       |

Die West Indies gewannen den Münzwurf und entschieden sich als Schlagmannschaft zu beginnen.

### Fünfter Test in London
| 18. – 22. August Scorecard | London (Oval) | West Indies 268 (97.5) & 225 (85.1)           | – | England 527 (199.5) |
|                            |               | England gewinnt mit einem Innings und 34 Runs |   |                     |

Die West Indies gewannen den Münzwurf und entschieden sich als Schlagmannschaft zu beginnen.